# ASPLinux
Az ASPLinux az első ASP (Application Service Providers) középpontú Linux-disztribúció. Könnyen telepíthető és használható, 100%-osan kompatibilis a Red Hat Linuxszal. Teljes körű grafikus és karakteres felületű telepítőprogramot, az ASPDiskManager partíciónáló segédeszközt, a grafikus ASPLoader rendszertöltőt tartalmaz és az EspressoDownload-ot a hálózati telepítéshez. Számos európai és ázsiai nyelvet támogat. Az ASPLinux egy felhasználóbarát Linux-disztribúció otthoni és irodai számítógépekre egyaránt.

## Telepítés
A telepítés során egy felhasználóbarát grafikus és karakteres felületű telepítő áll rendelkezésre, amely könnyű és gyors telepítést tesz lehetővé. Lehetőség van hálózati telepítésre HTTP-n, FTP-n és NFS-en keresztül. Az ASPLinux tartalmaz egy partícionáló segédeszközt, az ASPDiskManager-t. Lehetővé teszi a merevlemez újrapartíciónálását a telepítés során anélkül, hogy meglévő adatok sérülnének vagy törlődnének. Támogatja a FAT16, FAT32, NTFS, Ext2, Ext3, Reiser partíciók átméretezését, másolását és mozgatását.
Az ASPLinux az ASPLoader grafikus rendszertöltőt tartalmazza. A könnyű konfiguráció lehetővé teszi más operációs rendszerek betöltését. Számos rendszertöltési opciót adhatunk meg, mint például betöltés floppy-ról, a számítógép kikapcsolása, óra beállítása stb. Támogatja az egér használatát és beépített vírusirtóval rendelkezik.

## Nyelvek támogatása
Az ASPLinux egyik legnagyobb előnye az ázsiai és az európai  nyelvek nagy mértékű támogatása, beleértve a koreai, japán, kínai, orosz és más egyéb nyelvek. Ezeket a nyelveket használhatjuk a parancssorban és a grafikus felületen egyaránt.

## Szoftverek
Az ASPLinuxon az összes Red Hat Linux-hoz készült RPM csomag telepíthető és más Red Hat Linux kompatibilis csomagok is telepíthetők az ASPLinuxra. Továbbá az ASPLinux tartalmaz egy CD-t, amelyen a legnépszerűbb linuxos programok találhatóak.

## Verziók
Az alábbi listán az ASPLinux verziói és azok megjelenési időpontja látható.
- 7.1 (Mria), 2001. április 16.
- 7.2 (Baikal), 2001. december 5.
- 7.3 (Vostok), 2002. augusztus 15.
- 9 (Ural), 2003. május 12.
- 9.2 (Siberia), 2004. március 3.
- 10 (Karelia), 2004. december 23.
- 11, (Ladoga), 2006. március 6.